# جاك نيلسن
جاك نيلسن (بالنرويجية البوكمول: Jack Nielsen)‏ هو متزحلق جبال الألب نرويجي، ولد في 7 أكتوبر 1923.

## وصلات خارجية
- جاك نيلسن على موقع أوليمبيديا (الإنجليزية)